# ده‌نو (سروستان)
دهنو، روستایی از توابع بخش مرکزی شهرستان سروستان در استان فارس ایران است.

## جمعیت
این روستا در دهستان شوریجه قرار دارد و براساس سرشماری مرکز آمار ایران در سال ۱۳۸۵، جمعیت آن ۷۵۱ نفر (۱۶۶خانوار) بوده‌است.